# Jiří Žváček
Jiří Žváček (10. ledna 1943 Praha – 24. listopadu 2015 Praha) byl český ekonom a statistik. Zabýval se především analýzou časových řad, prognostikou a metodami vícerozměrné statistické analýzy. Byl jedním ze zakladatelů České statistické společnosti a jejím prvním místopředsedou. Byl též jedním se zakladatelů Svazu paraplegiků.

## Život
Jiří Žváček se narodil v době německé okupace v rodině Viléma Žváčka, důstojníka československé armády, vězněného za odbojovou činnost v terezínské Malé pevnosti. Vystudoval na Vysoké škole ekonomické v Praze v letech 1960 až 1965. Poté absolvoval mimořádné (1967-1968 a 1970-1973) a následně postgraduální (1980-1982) studium na Matematicko-fyzikální fakultě Univerzity Karlovy a studijní pobyty na Curyšské univerzitě (1969-1970) a Coloradské státní univerzitě a Wisconsinské univerzitě - Madison (1987-1988).
Během invaze vojsk Varšavské smlouvy do Československa byl v roce 1968 během účasti na demonstraci postřelen.
Po skončení vysokoškolského studia pracoval nejprve jako programátor-analytik na Státní plánovací komisi a v roce 1967 byl přijat na katedru statistiky Vysoké školy ekonomické. Během sametové revoluce v roce 1989 se aktivně podílel na změnách na Vysoké škole ekonomické a následně se zapojil do organizace nového způsobu studia tamtéž. V roce 1990 byl jmenován docentem, stal se pedagogickým proděkanem tehdejší národohospodářské fakulty a v březnu 1991 prorektorem Vysoké školy ekonomické pro pedagogiku a informatizaci. Významně se podílel na reorganizaci této školy do pěti nových fakult a přechodu na kreditní systém studia.
V říjnu 1991 utrpěl při horolezeckém výcviku těžký úraz, jehož následkem ochrnul. Po úrazu v práci pokračoval prostřednictvím počítače, ovládaného ústní tyčkou.

## Dílo
Jiří Žváček se odborně zaměřoval zejména na analýzu časových řad, prognostiku a metody vícerozměrné statistické analýzy. V těchto oblastech publikoval přibližně 160 prací, z toho více, než 20 v zahraničí. Nejrozsáhlejšími pracemi jsou monografie o ekonomických časových řadách. Je autorem metody VUSEI pro krátkodobou extrapolaci časových řad. 
Byl jedním ze zakladatelů České statistické společnosti, jejím prvním místopředsedou a členem dalších vědeckých společností, například Jednoty českých matematiků a fyziků či Mezinárodní asociace pro výpočetní statistiku (International Association for Statistical Computing). Byl též jedním se zakladatelů Svazu paraplegiků.